# NGC 461
NGC 461 is een balkspiraalstelsel in het sterrenbeeld Beeldhouwer. Het hemelobject ligt ongeveer 238 miljoen lichtjaar van de Aarde verwijderd en werd op 25 september 1834 ontdekt door de Britse astronoom John Herschel.

## Synoniemen
- PGC 4636
- ESO 352-33
- MCG -6-4-2
- AM 0115-340
- IRAS01150-3406